# Арсуф
Арсуф (ивр. אַרְסוּף , ארשוף, רשפון, תל רשף‎, араб. أرْسُوف‎), Аполлония — древний город на территории современного Израиля, национальный парк.

## История
Город был основан в период персидского правления (предположительно с VI век до IV века до н. э.). Финикийцы назвали захваченный у персов город Аршуфом в честь Решефа — одного из финикийских богов. Город стал знаменит благодаря производству ткани и красителя пурпурного цвета, а также обширной морской торговле. Это был важный центр караванной торговли на древнем торговом пути из Египта в Ливан. В эллинистический период город продолжал развиваться, Арсуф переименовали в Аполлонию. В римский период Аполлония стала крупным поселением между Яффой и Кесарией. В 113—114 годах н. э. город пострадал от землетрясения. Наиболее развитой промышленностью в этот период было производство стекла. В 640 году был завоеван арабами. Город назвали Арсуф (искажение финикийского названия). Вскоре мусульмане обнесли город крепостной стеной. В 1099 году крестоносцы завоевали Иерусалим, в 1101 году Балдуину I удалось захватить Арсуф при помощи генуэзского флота. В его северной части был построен замок, ров, подъёмный мост. После поражения крестоносцев в битве при Хаттине (1187) Арсуф оказался под мусульманским контролем. 7 сентября 1191 года, после того как войска Ричарда I разгромили армию Саладина в битве на подступах к городу, Арсуф заняли христиане и он попал во владения рода Ибелин. К 1241 году в городе Арсуфе была построена новая крепость и создан новый большой порт. В марте 1265 года султан Бейбарс I во главе армии начал сорокадневную осаду города, после которой крепость пала и более никогда не восстанавливалась.
В 1970-е и 1990-е годы были проведены археологические раскопки. Арсуф (Аполония) был объявлен национальным парком в 2002 году.
В 2000 году замок Арсуф был внесен в предварительный список объектов всемирного наследия ЮНЕСКО, как один из замков крестоносцев в Святой земле.